# Бинарная группа тетраэдра
В математике бинарная группа тетраэдра (обозначается как 2T или <2,3,3>) — это некоторая неабелева группа 24-го порядка. Группа является расширением тетраэдральной группы T (или (2,3,3)) 12-го порядка циклической группы 2-го порядка и является прообразом группы тетраэдра для 2:1 накрывающего гомоморфизма {\displaystyle \operatorname {Spin} (3)\to \operatorname {SO} (3)} специальной ортогональной группы спинорной группой. Отсюда следует, что
бинарная группа тетраэдра — дискретная подгруппа группы Spin(3) 24-го порядка.
Бинарную группу тетраэдра проще всего описать как дискретную подгруппу единиц кватернионов при изоморфизме {\displaystyle \operatorname {Spin} (3)\cong \operatorname {Sp} (1)}, где Sp(1) — мультипликативная группа единиц кватернионов (см. описание этого гомоморфизма в статье кватернионы и вращение пространства).

## Элементы

Граф Кэли группы SL(2,3)

Бинарная группа тетраэдра задается как группа единиц в кольце целых чисел Гурвица. Имеется 24 такие единицы
{\displaystyle \{\pm 1,\pm i,\pm j,\pm k,{\tfrac {1}{2}}(\pm 1\pm i\pm j\pm k)\}}
с любой комбинацией знаков.
Все 24 единицы по абсолютному значению равны 1 и поэтому находятся в группе единиц кватернионов Sp(1). Выпуклая оболочка этих 24 элементов в 4-мерном пространстве образует выпуклый правильный 4-мерный многогранник, называемый 24-ячейкой.

## Свойства

Умножение слева на −ω, элемент порядка 6, образует четыре орбиты. Сам элемент ω находится в самом низу: ω = (−ω)(−1) = (−ω)^{4}

Бинарная группа тетраэдра 2T укладывается в короткую точную последовательность
{\displaystyle 1\to \{\pm 1\}\to 2T\to T\to 1.}
Эта последовательность не расщепляется в том смысле, что 2T не является полупрямым произведением {±1} на T. Фактически не существует подгруппы 2T изоморфной T.
Бинарная группа тетраэдра является накрывающей группой тетраэдральной группы. Если рассматривать тетраэдральную группу как знакопеременную группу четырёх букв {\displaystyle T\cong A_{4}}, бинарная группа тетраэдра будет накрывающей группой {\displaystyle 2T\cong {\widehat {A_{4}}}.}
Центром группы 2T является подгруппа {±1}. Группа внутренних автоморфизмов изоморфна {\displaystyle A_{4}}, а полная группа автоморфизмов изоморфна {\displaystyle S_{4}}.
Бинарная группа тетраэдра может быть записана как полупрямое произведение
{\displaystyle 2T=Q\rtimes \mathbb {Z} _{3}}
где Q — группа кватернионов, состоящая из 8 единиц Липшица и Z3, циклическая группа 3-го порядка, образованная ω = −½(1+i+j+k). Группа Z3 работает на нормальной подгруппе Q как сопряжение. Сопряжение относительно ω — это автоморфизм Q, который циклически вращает i, j и k.
Можно показать, что бинарная группа тетраэдра изоморфна линейной группе SL(2,3) — группе всех 2×2 матриц над конечным полем F3 с единичным детерминантом.

### Задание группы
Группа 2T имеет задание, определяемое формулой
{\displaystyle \langle r,s,t\mid r^{2}=s^{3}=t^{3}=rst\rangle },
что эквивалентно
{\displaystyle \langle s,t\mid (st)^{2}=s^{3}=t^{3}\rangle .}
Генераторы задаются формулой
{\displaystyle s={\tfrac {1}{2}}(1+i+j+k)\qquad t={\tfrac {1}{2}}(1+i+j-k).}

### Подгруппы
Группа кватернионов, состоящая из 8 единиц Липшица, образует нормальную подгруппу 2T с индексом 3. Эта группа и центр {±1} являются единственными нетривиальными нормальными подгруппами.
Все остальные подгруппы группы 2T являются циклическими группами порядка 3, 4 и 6, образованными различными элементами.

## Большие размерности
Поскольку тетраэдральная группа обобщается до группы симметрий вращений n-симплекса (как подгруппы SO(n)), существует соответствующая бинарная группа большего порядка, которая является накрытием 2-многообразия, получаемая из накрытия {\displaystyle \operatorname {Spin} (n)\to \operatorname {SO} (n).}
Группа вращательной симметрии n-симплекса может быть представлена как знакопеременная группа из {\displaystyle n+1} букв, {\displaystyle A_{n+1},} и соответствующая бинарная группа является накрывающей группой 2-многообразия. Для всех больших размерностей, за исключением {\displaystyle A_{6}} и {\displaystyle A_{7}} (соответствующих 5-мерным и 6-мерным симплексам), эта бинарная группа является накрывающей группой (максимальной накрывающей) и сверхсовершенной, но для размерностей 5 и 6 существует дополнительное особое накрытие 3-многообразия и бинарные группы не являются сверхсовершенными.

## Использование в теоретической физике
Бинарная группа тетраэдра использована в контексте теории Янга — Миллса в 1956 году Янгом Чжэньнин.
Она впервые использована для построения физической модели Полем Фрэмптоном и Томасом Кефартом в 1994 году .
В 2012 году показано, что связь между углами разлёта нейтрино, полученная с помощью бинарной тетраэдральной симметрии, согласуется с теорией.